# Akeramisch
Akeramisch wordt in de archeologie gedefinieerd als "geen aardewerk producerend". Akeramische samenlevingen gebruikten meestal schors, gevlochten manden, kalebassen en leer om zaken in te bewaren. Akeramisch, voorkeramisch of prekeramisch beschrijft een cultuur op elk moment voorafgaand aan de ontwikkeling van aardewerk, evenals culturen die helemaal geen aardewerk hebben.
Volgens de theorie van de neolithische revolutie werd aangenomen dat een prekeramische periode zich voordoet in het vroege stadium van de neolithische periode van een cultuur. Recente vondsten in Siberië en China hebben de oorsprong van de keramische technologie daar tot in de epipaleolithische periode verlegd. Ook de oudste aardewerkvondsten in Afrika, het Wavy Line Pottery, stammen van epipaleolithische culturen. 

## West-Azië
In de archeologie van West-Azië wordt de term gebruikt om te verwijzen naar een specifieke vroege neolithische periode vóór de ontwikkeling van keramiek, het Prekeramisch Neolithicum.
Het West-Aziatische Prekeramisch Neolithicum A begon ongeveer rond 8.500 v.Chr. De periode was het meest prominent in West-Azië in een economie die gebaseerd was op de teelt van gewassen of het fokken van dieren of beide. 
Buiten West-Azië zijn prekeramische neolithische groepen zeldzamer. Akeramische neolithische dorpen hadden veel kenmerken van landbouwgemeenschappen: grote nederzettingen, substantiële architectuur, lange nederzettingsduur, intensief oogsten van zaden met sikkels, uitrusting en faciliteiten voor het opslaan en malen van zaden, en containers. 
Morfologisch bewijs voor het domesticeren van planten komt alleen uit het Prekeramisch Neolithicum B, en tegen het late PPNB waren sommige dieren, met name geiten, op de meeste locaties gedomesticeerd of in ieder geval beheerd.

## Amerika
De term pre-keramisch wordt gebruikt voor een periode in vele chronologieën van de archeologie van Amerika, waarbij typisch wat landbouw en ontwikkelde textiel aanwezig is, maar geen aardewerk. 
In de Caral-Supe-cultuur en andere culturen van Peru lijkt de teelt van katoen vanaf ongeveer 3.200 v.Chr. erg belangrijk te zijn geweest in de economische en machtsverhoudingen. Hier kan men spreken van een katoen-prekeramiek. De prekeramische culturen van de Andes werden gevolgd door keramische periodes of een formatieve periode.